# Libertad (Uruguay)
Libertad est une ville de l'Uruguay située dans le département de San José. Sa population est de 9 196 habitants.

## Histoire
Libertad (espagnol: liberté) a été fondée en 1872 par Carlos Clauzolles. Elle était habitée par des immigrants français et allemands de l'Alsace et la Lorraine.

## Population
| Année | Population |
| ----- | ---------- |
| 1963  | 5 078      |
| 1975  | 6 107      |
| 1985  | 7 032      |
| 1996  | 8 353      |
| 2004  | 9 196      |

Référence,:

## Gouvernement
Le maire de la ville est Sergio Valverde.